# Queensland Grasses
Queensland Grasses (abreviado Queensland Grass.) es un libro con ilustraciones y descripciones botánicas que fue escrito por el botánico australiano de origen inglés que trabajó la flora de Queensland Frederick Manson Bailey y publicado en Brisbane en el año 1888.